# Інглсайд (Техас)
Інглсайд (англ. Ingleside) — місто (англ. city) в США, в округах Сан-Патрисіо і Нюесес штату Техас. Населення — 9519 осіб (2020).

## Географія
Інглсайд розташований за координатами 27°52′14″ пн. ш. 97°12′28″ зх. д. / 27.87056° пн. ш. 97.20778° зх. д. (27.870608, -97.207906).  За даними Бюро перепису населення США в 2010 році місто мало площу 42,46 км², з яких 42,18 км² — суходіл та 0,28 км² — водойми.

## Демографія
Згідно з переписом 2010 року, у місті мешкало 9387 осіб у 3234 домогосподарствах у складі 2453 родин. Густота населення становила 221 особа/км².  Було 3714 помешкання (87/км²).
Расовий склад населення:
| - 83,7 % — білих - 2,1 % — азіатів - 1,9 % — чорних або афроамериканців - 0,6 % — корінних американців - 0,1 % — вихідців з тихоокеанських островів - 8,1 % — осіб інших рас |

До двох чи більше рас належало 3,5 %. Частка іспаномовних становила 40,8 % від усіх жителів.
За віковим діапазоном населення розподілялося таким чином: 30,5 % — особи молодші 18 років, 60,8 % — особи у віці 18—64 років, 8,7 % — особи у віці 65 років та старші. Медіана віку мешканця становила 31,8 року. На 100 осіб жіночої статі у місті припадало 100,0 чоловіків;  на 100 жінок у віці від 18 років та старших — 97,4 чоловіків також старших 18 років.
Середній дохід на одне домашнє господарство  становив 72 999 доларів США (медіана — 60 977), а середній дохід на одну сім'ю — 79 687 доларів (медіана — 68 431). Медіана доходів становила 52 800 доларів для чоловіків та 30 045 доларів для жінок. За межею бідності перебувало 10,2 % осіб, у тому числі 12,0 % дітей у віці до 18 років та 7,5 % осіб у віці 65 років та старших.
Цивільне працевлаштоване населення становило 4566 осіб. Основні галузі зайнятості: освіта, охорона здоров'я та соціальна допомога — 18,6 %, будівництво — 14,8 %, сільське господарство, лісництво, риболовля — 11,7 %, мистецтво, розваги та відпочинок — 10,8 %.